# Ganga Valles
Le Ganga Valles sono una struttura geologica della superficie di Venere.